# Куликовський Денис Павлович
Денис Павлович Куликовський (рос. Денис Павлович Куликовский, позивний — Палич; нар. 8 серпня 1984) — український колабораціоніст з Росією, проросійський сепаратист, брав активну участь у російській окупації Донбасу. Організатор, кат та керівник тюрми «Ізоляція» (2014—2018), яка була складовою частиною воєнізованих груп терористичної організації «ДНР».
Особисто брав участь у вбивствах та катуваннях ув'язнених. В Україні визнаний терористом. Фігурант бази Центру «Миротворець».

## Життєпис
Народився 8 серпня 1984 року в Донецькій області. У 2014 році брав активну участь у російській окупації Донбасу у складі воєнізованих груп терористичної організації «ДНР». Був контролером підрозділу охорони відділу матеріально-технічного постачання «міністерства державної безпеки» «ДНР».
Організував та був керівником тюрми «Ізоляція» до лютого 2018 року. Після побиття одного з ув'язнених, був відсторонений від обов'язків.

### Затримання у Києві
9 листопада 2021 року був затриманий у Києві контррозвідниками СБУ. Куликовського затримали у межах раніше відкритого кримінального провадження за 4 статтями Кримінального кодексу України:
- ст. 149 (торгівля людьми);
- ст. 258-3 (створення терористичної групи чи терористичної організації);
- ст. 260 (створення не передбачених законом воєнізованих або збройних формувань);
- ст. 438 (порушення законів та звичаїв війни).

10 листопада 2021 року Приморський суд Маріуполя обрав йому запобіжний захід у вигляді тримання під вартою на 60 діб у слідчий ізолятор Києва.
3 січня 2024 року Шевченківський районний суд Києва оголосив йому вирок, а саме 15 років позбавлення волі з конфіскацією майна.